# ダン・フォートマン
ダン・フォートマン (Daniel John Fortmann 1916年4月11日 - 1995年3月23日）は、ニューヨーク州・パール・リバー出身のアメリカンフットボールの元選手・チームドクターである。オフェンシブガードとして、1936年シーズンから1944年シーズンまでシカゴ・ベアーズで9年間プレーした。
フォートマンは、コルゲート大学でカレッジフットボールをプレーした後、1936年のNFLドラフトでシカゴ・ベアーズから9巡目全体78番目で指名を受けた。成績が優秀で医学部に進学するか、プロ入りするかの選択を迫られたが、ベアーズのオーナーだったジョージ・ハラスが選手給与と医学部の学費の両方を提供することを提言したことから、医学部とプロ生活を両立させる選択をした。プロ生活最初の4年間は医学部との両立のためにベアーズの全体練習にほとんど参加することができなかったが、オールプロに選出される活躍をした。
医学部卒業後の1940年シーズンからチームキャプテンとなったフォートマンは、ベアーズの中心選手としてNFL連覇に貢献した。1943年シーズンには、一旦引退表明をしたが説得されて撤回し、研修医としての活動と両立しながらチームに参加してNFL制覇に貢献した。1943年シーズン限りで正式に引退した。
引退後は医師として病院に勤務し、1947年から1963年までロサンゼルス・ラムズのチームドクターを務めた。
1965年、プロフットボール殿堂入り、1995年に死去した。